# Madama Butterfly 3D
Madama Butterfly 3D (Madam Butterfly) è un film del 2012 diretto da Julian Napier. Il film è la messa in scena dell'opera Madama Butterfly di Puccini ad opera della Royal Opera House di Londra. Il film è stato proiettato nelle sale cinematografiche italiane il 17 maggio 2012.